# Itame modestaria
Itame modestaria är en fjärilsart som beskrevs av George Duryea Hulst 1895. Itame modestaria ingår i släktet Itame och familjen mätare. Inga underarter finns listade i Catalogue of Life.